# Manfred R. Köhler
Pour les articles homonymes, voir Köhler.
Manfred R. Köhler le 8 mars 1927 à Freiberg (Saxe) et mort en septembre 1991, est un réalisateur et scénariste allemand.

## Filmographie non exhaustive

### Réalisateur
- 1964 : Du grisbi pour Hong Kong (Ein Sarg aus Hongkong)
- 1964 : Espionnage à Bangkok pour U-92 (Der Fluch des schwarzen Rubin)
- 1965 : Baroud à Beyrouth (Rififi in Beirut)
- 1966 : Guet-apens à Téhéran (Das Geheimnis der gelben Mönche)
- 1970 : Die Zirkusprinzessin, téléfilm
- 1971 : Die Blume von Hawaii, téléfilm

### Scénariste
- 1967 : Énigme à Central Park (de) (Der Mörderclub von Brooklyn) de Werner Jacobs
- 1967 : Le Vampire et le Sang des vierges (Die Schlagengrube und das Pendel) de Harald Reinl
- 1968 : Le Sang de Fu Manchu (Der Todeskuss des Dr. Fu Man Chu) de Jesús Franco
- 1968 : Les Mercenaires de la violence (Die grosse Treibjagd) de Mel Welles (scénario de la version allemande uniquement)
- 1968 : Rébus (Heißes Spiel für harte Männer) de Nino Zanchin (dialoguiste de la version allemande uniquement)
- 1969 : Commissaire X et les Trois Serpents d'or (Kommissar X – Drei goldene Schlangen) de Roberto Mauri (dialoguiste de la version allemande uniquement)
- 1971 : Les Lèvres rouges (Blut an den Lippen) de Harry Kümel